# Máhr Ági
Máhr Ágnes (Budapest, 1952. augusztus 9.) Jászai Mari-díjas magyar színésznő.

## Életpályája
Szülei: Máhr Ferenc és Mátyás Jolán. 1970-1972 között a Nemzeti Színház stúdiósa volt. 1972-1974 között a kecskeméti Katona József Színház tagja volt. 1974-1979 között a Békéscsabai Jókai Színházban szerepelt. 1979 óta a Miskolci Nemzeti Színházban játszik. 2001-ben elvégezte a Színház- és Filmművészeti Egyetem drámapedagógia szakát.

## Színházi szerepei
A Színházi Adattárban regisztrált bemutatóinak száma: Máhr Ágnes-ként: 23; Máhr Ági-ként: 83.

### Máhr Ágnes-ként
| - Miller: Az ügynök halála....Miss Forsythe - Kertész Ákos: Névnap....Pintérné - Darvas József: Szakadék....Fehérné - Presser Gábor: Képzelt riport egy amerikai popfesztiválról....Első lány - Padisák Mihály: Engedetlen szeretők....Inas - Wolf Péter: Napkirály....Éva - Jókai Mór: Telihold....Borcsa - Sarkadi Imre: Ház a város mellett....Teri - William Shakespeare: Makrancos Kata....Özvegyasszony - Rahmanov: Viharos alkonyat....Második diáklány - Skvarkin: Idegen gyermek....Zina | - Braganszkij-Rjazanov: Ma éjjel megnősülök!....Vera - Vasziljev: Ne lőjetek a fehér hattyúra....Második nő - Örsi Ferenc: Princ, a civil....Bikini - Svarc: Hókirálynő....Rablókislány - Hegedüs Géza: Fehérlófia....Rézhajú lány - Molnár Ferenc: Liliom....Mari - Szophoklész: Antigoné....Eurüdiké - Molnár Ferenc: Az üvegcipő....Kuplerosné - Eisemann Mihály: Fekete Péter....M. Lefebre - Levin: Az élet mint olyan....Leviva - Gorkij: Éjjeli menedékhely....Vaszilisza Karpovna |

### Máhr Ági-ként
| - Kreuder: Bel Ami....Margot - Bárány Tamás: Város esti fényben.... - Fazekas Mihály: Ludas Matyi....Díszletliba - Ungár-Schwajda: Az eltűnt kabaré nyomában.... - Brecht: A szecsuáni jólélek....Unokahúg - Suassuna: A kutya testamentuma....Bohóc - Plautus: A bögre....Eunomia; Eleusium - Lofting: Dr. Dolittle és az állatok....Abigél - Labiche-Michel: Olasz szalmakalap....Virginie - Kastner: Május 35. avagy Konrád a Csendes-óceánhoz lovagol....Konrád - Carlo Goldoni: Csetepaté Chioggiában....Orsetta - Polgár András: Csak egy nap a világ....Mihaleczné - Milne: Micimackó....Micimackó - Vian: Mindenki megnyúzúnk!....Catherine - Ibsen: Peer Gynt....A vőlegény anyja - Brecht: Koldusopera....Lucy - Kipling: Maugli....Ráksa - Heltai Jenő: A néma levente....Gianetta - Madách Imre: Az ember tragédiája....A Föld szelleme; Éva anyja - Gyurkó László: A búsképű lovag, Don Quijote de la Mancha szörnyűséges kalandjai és gyönyörűszép halála....Szende húg; Nászasszony; Bábjátékos - Dosztojevszkij: A Karamazov testvérek....Grusenyka - Horváth Péter: A farkas szempillái....Szomszéd asszonyság; Fogadósné - Topelius: Hamupipőke....Toora - Schubert-Berté: Három a kislány....Házmesterné - Csehov: Cseresznyéskert....Dunyasa - Bazlik: Teli zseb....Dr. Begyes - Dorst: Amálka....Érett körte - Huszka Jenő: Mária főhadnagy....Panni - Marivaux: A szerelem és véletlen játéka....Lisette - Burkhard: Tűzijáték....Berta - Büchner: Danton halála....Marion - Beaumarchais: A bűnös anya avagy a másik Tartuffe....Suzanna - Danek: Negyven gonosztevő és egy darab ártatlanság....Anya - Schnitzler: Körmagyar....Takarítónő - William Shakespeare: Macbeth....Seyton - Molnár Ferenc: Liliom....Muskátné - Ödön von Horváth: Mesél a bécsi erdő....Anya - Harling: Dallastól nyugatra....Truvy - Schiller: Stuart Mária....Hanna Kennedy | - Szép Ernő: Háromlevelű lóhere....Kaszinó Kató - Kálmán Imre: Marica grófnő....Lotte von Weimar - Horváth Péter: ABC (Gömbvillám a Szív utcában)....Irén - Faragó Zsuzsa: Egy kabaré... avagy Mi a csudának menjek én az Apolló kabaréba?....Hölgy - Simon: A nagymama soha....Gert - William Shakespeare: Romeo és Júlia....Capuletné - Loewe: My Fair Lady....Pierce-né - Wedekind: Pandora szelencéje (Lulu)....Madelaine De Marelle - Euripidész-Grillparzer-Anouilh: Médeia-variációk....Kar - Herman: Hello, Dolly!....Ernestina - Gogol: A revizor....A Polgármester felesége - Fassbinder: Petra von Kant keserű könnyei.... - Williams: Orfeusz alászáll....Vee Talbot - Ödön von Horváth: Kasimir és Karoline....Mutatványos - Vörösmarty Mihály: Csongor és Tünde....Mirigy - Molière: A fösvény....Frosine - Lehár Ferenc: A víg özvegy....Praskovics - Simon: Mezítláb a parkban....Mrs. Bank - Csukás István: Ágacska....Festő - Zerkovits Béla: Csókos asszony....Hunyadiné - Nemes Nagy Ágnes: Bors néni....Bors néni - Tolcsvay László: Isten pénze....Dilberné - Madách Imre: Mózes....Jókhebéd - Spiró György: Kvartett....Feleség - Magelli: Agyő Európa, Európa agyő.... - Dunn: Gőzben....Mrs. Meadow - Pörtner: Hajmeresztő....Mrs. Schubert - Diament: Látatlan találkozások....Nő - Bulgakov: Molière (Képmutatók cselszövése)....Madeleine Béjart - Thomas: Nyolc nő....Augustine - William Shakespeare: Szeget szeggel....Tekeriné - Szép Ernő: Vőlegény....Anya - McDonagh: Leenane szépe....Mag - Mrozek: Tangó....Eugénia - Molière: Képzelt beteg....Toinette - Bereményi Géza: Az arany ára....Csöpi - Miller: Az ügynök halála....Linda - Deres-Szőcs: Mi és Miskolc, avagy 272307 lépés a város felé.... - Háy János: A Gézagyerek....Rózsika néni - Mayenburg: A hideg gyermek....Anyu |

## Filmszerepei
- Hatásvadászok (1983)
- Örökkön-örökké (1984)
- Vásár (1985)
- Képvadászok (1986)
- A varázsló álma (1987)
- Privát kopó (1993)
- Sose halunk meg (1993)
- Bolse vita (1996)
- Barátok közt (2000)
- Tűzvonalban (2009)
- Az állampolgár (2017)
- Jófiúk (2019)
- Pilátus (2020)
- A legjobb tudomásom szerint (2021)
- Zanox – Kockázatok és mellékhatások (2022)
- Cella – Letöltendő élet (2023)
- Lefkovicsék gyászolnak (2024)
- S.E.R.E.G. (2024)

## Díjai
- Déryné-díj (2003)
- Jászai Mari-díj (2006)
- Aase-díj (2011)
- A Miskolci Nemzeti Színház örökös tagja (2018)[2]